# Natação nos Jogos Pan-Americanos de 2011 - 200 m borboleta masculino
As competições dos 200 metros borboleta masculino da natação nos Jogos Pan-Americanos de 2011 foram realizadas no dia 17 de outubro no Centro Aquático Scotiabank, em Guadalajara.

## Medalhistas
| Ouro   | BRA Leonardo de Deus       |
| Prata  | USA Daniel Madwed          |
| Bronze | BRA Kaio Márcio de Almeida |

## Recordes
Antes desta competição, os recordes mundiais e olímpicos da prova eram os seguintes:
| Tipo                             | Atleta                     | Tempo   | Local          | Data                | Ref |
| -------------------------------- | -------------------------- | ------- | -------------- | ------------------- | --- |
|                                  | USA Michael Phelps         | 1m51s51 | Roma           | 29 de julho de 2009 | ver |
| Recorde dos Jogos Pan-Americanos | BRA Kaio Márcio de Almeida | 1m55s45 | Rio de Janeiro | 21 de julho de 2007 | ver |

## Resultados

### Eliminatórias
| Pos. | Bateria | Raia | Nadador                | País               | Tempo     | Obs. |
| ---- | ------- | ---- | ---------------------- | ------------------ | --------- | ---- |
| 1    | 2       | 5    | Daniel Madwed          | USA Estados Unidos | 1:59.99   | QA   |
| 2    | 2       | 4    | Kaio Márcio de Almeida | BRA Brasil         | 2:00.32   | QA   |
| 3    | 1       | 4    | Leonardo de Deus       | BRA Brasil         | 2:00.99   | QA   |
| 4    | 1       | 5    | Omar Pinzón            | COL Colômbia       | 2:01.02   | QA   |
| 5    | 1       | 3    | Israel Durán           | MEX México         | 2:01.27   | QA   |
| 6    | 2       | 6    | Marcos Lavado          | VEN Venezuela      | 2:01.33   | QA   |
| 7    | 2       | 3    | Robert Margalis        | USA Estados Unidos | 2:01.62   | QA   |
| 8    | 1       | 7    | Mauricio Fiol          | PER Peru           | 2:01.91   | QA   |
| 9    | 2       | 7    | Ramiro Ramírez         | MEX México         | 2:02.45   | QB   |
| 10   | 2       | 2    | Alexis Márquez         | VEN Venezuela      | 2:02.58   | QB   |
| 11   | 1       | 6    | Diego Castillo         | PAN Panamá         | 2:03.44   | QB   |
| 12   | 1       | 2    | Andrés González        | ARG Argentina      | 2:05.29   | QB   |
| 13   | 1       | 1    | Lázaro Vergara         | CUB Cuba           | 2:06.24   | QB   |
| 14   | 2       | 1    | Joel Romeu             | URU Uruguai        | 2:07.87   | QB   |
| 15   | 1       | 8    | Víctor López-Cantera   | NCA Nicarágua      | 2:10.22   | QB   |
| 99 ! | 2       | 8    | Shaune Fraser          | CAY Ilhas Cayman   | 9:99.99 ! | DNS  |

### Final B
| Pos. | Raia | Nadador              | País          | Tempo   | Obs. |
| ---- | ---- | -------------------- | ------------- | ------- | ---- |
| 1    | 4    | Ramiro Ramírez       | MEX México    | 2:02.93 |      |
| 2    | 5    | Alexis Márquez       | VEN Venezuela | 2:02.99 |      |
| 3    | 3    | Diego Castillo       | PAN Panamá    | 2:03.32 |      |
| 4    | 6    | Andrés González      | ARG Argentina | 2:04.99 |      |
| 5    | 7    | Joel Romeu           | URU Uruguai   | 2:06.30 |      |
| 6    | 2    | Lázaro Vergara       | CUB Cuba      | 2:06.95 |      |
| 7    | 1    | Víctor López-Cantera | NCA Nicarágua | 2:09.19 |      |

### Final A
| Pos.              | Raia | Nadador                | País               | Tempo   | Obs. |
| ----------------- | ---- | ---------------------- | ------------------ | ------- | ---- |
| Medalha de ouro   | 3    | Leonardo de Deus       | BRA Brasil         | 1:57.92 |      |
| Medalha de prata  | 4    | Daniel Madwed          | USA Estados Unidos | 1:58.52 |      |
| Medalha de bronze | 5    | Kaio Márcio de Almeida | BRA Brasil         | 1:58.78 |      |
| 4                 | 6    | Omar Pinzón            | COL Colômbia       | 2:01.36 |      |
| 5                 | 7    | Marcos Lavado          | VEN Venezuela      | 2:01.62 |      |
| 6                 | 1    | Robert Margalis        | USA Estados Unidos | 2:01.95 |      |
| 7                 | 2    | Israel Durán           | MEX México         | 2:02.45 |      |
| 8                 | 8    | Mauricio Fiol          | PER Peru           | 2:03.36 |      |

Legenda
| Recorde mundial                  | Recorde mundial (World record)               |                       | Recorde africano                      | Recorde africano (African) |                                           | Q | Classificado por posição (Qualified) |
| Recorde dos Jogos Pan-Americanos | Recorde pan-americano (Pan-American record)  | Recorde da América    | Recorde da América (Americas)         | q                          | Classificado por melhor tempo (Qualified) |   |                                      |
| Melhor marca do ano              | Melhor marca do ano (World leading)          | Recorde asiático      | Recorde asiático (Asian)              | DNS                        | Não largou (Did not start)                |   |                                      |
| Recorde nacional                 | Recorde nacional (National record)           | Recorde europeu       | Recorde europeu (European)            | DNF                        | Não terminou (Did not finish)             |   |                                      |
| Recorde pessoal                  | Recorde pessoal do atleta (Personal best)    | Recorde da Oceania    | Recorde da Oceania (Oceania)          | DSQ / DQ                   | Desclassificado (Disqualified)            |   |                                      |
| Recorde da temporada             | Recorde da temporada do atleta (Season best) | Recorde sul-americano | Recorde sul-americano (South America) | NM                         | Sem marca (No mark)                       |   |                                      |